# Carmen Sandiego
 (décembre 2011).
 (septembre 2021).
Si vous disposez d'ouvrages ou d'articles de référence ou si vous connaissez des sites web de qualité traitant du thème abordé ici, merci de compléter l'article en donnant les références utiles à sa vérifiabilité et en les liant à la section « Notes et références ».
Carmen Sandiego est un personnage de fiction créé en 1985 décliné sur plusieurs supports ludo-éducatifs qui désigne aussi la série du même nom. La protagoniste est décrite comme une cambrioleuse hors pair, spécialiste du vol d’œuvres d’art et autres trésors archéologiques, surnommée « Femme en rouge », « Maîtresse du Crime » ou encore « Duchesse de la Ruse ». Elle est poursuivie par les agents de l’ACME, une organisation fictive similaire à Interpol.

## Histoire
Carmen Isabella Sandiego est née aux États-Unis d’une mère hispanique et d’un père américain. Son lieu et sa date de naissance ne sont pas connus. Un jour, sa maison prend feu, et son père décède dans l'incendie. Sa mère, qui n'était pas présente lors de l'évènement, décide d'ouvrir un orphelinat en espérant que sa fille le rejoigne. Une organisation criminelle, la V.I.L.E (Villains International League of Evil) recueille Carmen avant sa mère et l'éduque comme son enfant en lui apprenant à voler des œuvres d'art, ce qui lui ouvre les portes du monde de la délinquance. Elle semble voyager régulièrement dès son enfance. On perd sa trace alors qu'elle a 12 ans. On pense alors qu'elle a étudié dans des universités mondialement renommées. C’est au cours de cette période qu’elle aurait ainsi accumulé un important savoir et développé sa grande intelligence. À l’âge de 20 ans, Carmen réapparaît et intègre l’Académie de l’ACME en gravissant rapidement les échelons. Quelques années plus tard, elle change de camp sans raison connue et se tourne vers le crime organisé. C’est à partir de ce jour que l'ACME commence à la poursuivre. Les agents de l’ACME la recherchent activement et parviennent à retrouver des œuvres qu’elle aurait volées, sans pour autant réussir à l'arrêter.

## Description

### Profil psychologique
Le profil psychologique de Carmen Sandiego en fait un personnage de nature imprévisible et joueuse. Elle aime laisser des indices derrière elle pour titiller ses adversaires. Elle utilise de nombreux déguisements et elle semble prendre un malin plaisir à laisser des énigmes tout en entretenant le mystère sur ses origines. Carmen fait usage de la violence, mais évite de le faire tant que possible.

### Style
Carmen est toujours vêtue d’un trench et d’un chapeau rouges. Elle porte une combinaison, des bottes et des gants noirs qui complètent sa tenue de voleuse d’œuvres d’art. Il est rare de voir ses yeux bruns, souvent dissimulés dans l’ombre de son chapeau ou par ses cheveux entretenant ainsi une part de mystère dans le personnage.

## L’univers deCarmen Sandiego
L’univers de Carmen Sandiego est riche. Ses créateurs (Gene Portwood, ancien dessinateur chez Disney, Mark Iscaro, Dane Bigham et Lauren Elliott (en)) ont voulu cultiver zones d’ombre et blessures secrètes chez chaque personnage. Leur psychologie et les rapports qu’ils entretiennent les uns avec les autres ont pour but de les rendre intéressants.
Depuis la création du personnage en 1983, toutes les œuvres Carmen Sandiego combinent aventure et action à des fins éducatives sur un ton cherchant à être humoristique et en n'incluant pas de violence. En effet, les énigmes posées dans les programmes télévisés comme les épreuves proposées dans les jeux amènent le joueur à réfléchir et à mobiliser ses connaissances dans des domaines tels que la géographie, les mathématiques, les sciences en général ou l’histoire de l’art. Entre 1985 et 2004, Carmen Sandiego a inspiré treize jeux vidéo d’aventure et trois séries animées. Un nouvel opus est sorti en septembre 2008.

### Les jeux vidéo
Depuis la sortie du premier jeu en 1986 sur PC, Where in the World Is Carmen Sandiego?, la ligne éditoriale et le personnage sont restés similaires.
L’aventure débute avec le vol d’un objet précieux ou d'une œuvre d’art commis par un membre de la VILE. Le joueur se rend sur les lieux du cambriolage et le compte à rebours commence. Il interroge les témoins, rassemble les indices susceptibles de lui révéler l’identité et la prochaine destination du voleur. Le jeu mobilise donc essentiellement les connaissances géographiques du joueur, l’invite à visiter divers lieux-clés et lui apprend à gérer son temps. Il parcourt le monde et doit obtenir un mandat d’arrêt. Pour cela, il doit avoir collecté assez d’indices et d’informations sur le voleur au cours de l’aventure. À la fin, alors que le voleur est sur le point de transmettre le butin à Carmen, le joueur doit le récupérer et capturer l’héroïne en dernier lieu.
En 1989, Where in Time is Carmen Sandiego? décline la formule du premier opus dans un voyage à travers le temps. Le principe est donc le même, sauf que la réussite de l’enquête dépend surtout des connaissances historiques du joueur. Les rencontres avec des personnages illustres et les scènes auxquelles il assiste lui permettent de découvrir à quelle époque les acolytes de Carmen Sandiego se trouvent. Il doit les poursuivre jusqu’à attraper la Duchesse de la Ruse.
Where in Space Is Carmen Sandiego? (en), édité en 1993, invite le joueur à découvrir l’astronomie en parcourant le système solaire. Dans cette version, il doit interroger des aliens pour retrouver Carmen Sandiego.

### Les jeux télévisés
Deux jeux télévisés, Where in the World Is Carmen Sandiego? entre 1991 et 1996, suivis par Where in Time Is Carmen Sandiego? jusqu’en 1998, ont été diffusés sur la chaîne jeunesse américaine PBS. Le premier jeu était divisé en trois manches. La première consistait en une série de questions-réponses sur le thème de la géographie. Dans la deuxième, les semi-finalistes devaient découvrir le butin, obtenir le mandat d’arrêt et arrêter le voleur. Enfin, le finaliste devait situer des lieux sur une carte et pouvait gagner un voyage sur le territoire américain.
Le second jeu, fondé sur le même principe, proposait des questions sur le thème de l’histoire dans un temps limité. La réussite des joueurs permettait d’ouvrir des « portes du temps » et de gagner un ordinateur.
Le succès de ces jeux s'explique en partie par la contribution et les performances musicales de Rockapella (en), un groupe mêlant chants a cappella et beatbox.
Le thème du générique interprété par le groupe est aujourd'hui devenu connu.
Ces deux jeux étaient diffusés au Québec - "Mais où se cache Carmen Sandiego" (pour le premier jeu, diffusé entre 1995 et 1998) avec Martin Drainville et "À la poursuite de Carmen Sandiego" (pour le deuxième jeu, diffusé entre 1998 et 1999)

### La première série animée
Dans chaque épisode, une personne réelle (un jeune garçon devant son ordinateur), appelée « Player », discute avec Carmen Sandiego via une messagerie instantanée. Cette dernière dit avoir réussi certains vols quand le garçon dit l'avoir empêchée d'aller au bout de ses objectifs à l'issue de l'épisode. La série est donc perçue comme un jeu vidéo où le « Player », auquel peut s’identifier le spectateur, intervient pour aider Ivy et Zack, notamment en faisant apparaître des couloirs de téléportation.
La série use de nouveautés technologiques avec l’usage d'effets 3D - encore peu utilisés à l'époque - pour suggérer la téléportation par exemple. Elle apporte également un contenu pédagogique de manière ludique et moderne, car lors chaque voyage dans un pays ou un lieu particulier, on recueille diverses informations avec des photos réelles ou des petites animations à l'appui.
Dans chaque épisode, les héros visitent au moins trois pays. La série permet ainsi de mieux connaître la géographie de ceux-ci et de découvrir de nouvelles cultures. On apprend également les origines et l’histoire d’œuvres artistiques célèbres ou de grands monuments historiques. Le téléspectateur doit aussi répondre à deux questions en lien avec les lieux visités pour le faire participer et permettre une meilleure assimilation des connaissances.
Il est à noter que les scripts de la série donnent plus de pouvoir au personnage de Carmen. Les moyens qu'elle met en œuvre pour parvenir à ses fins semblent illimités (elle est à la tête d'une organisation, dispose d'équipements technologiques avancés, d'une flotte d'hélicoptères et d'avions privés, etc).
En outre, le côté quasiment réaliste de l'univers des jeux vidéo n'est pas reproduit dans le dessin animé par les scénaristes. Ainsi, elle tente par exemple dans un épisode de « voler » le Mont St-Michel, ou dans un autre, de créer des dinosaures.

### La deuxième série animée
Dans cette série, Carmen n'est pas entrée dans la délinquance. Abandonnée très jeune, elle a été recueillie par V.I.L.E., une école qui forme des voleurs. N’ayant aucune information sur son identité ou ses origines, elle y sera surnommée « le Mouton Noir ». Ce n’est qu’après avoir découvert les activités illicites de la V.I.L.E. qu’elle décide de se battre contre l'organisation et ses agissements. C'est à ce moment qu'elle s'est donnée le nom de Carmen Sandiego.
Dans cette série, l'adolescent derrière son ordinateur s'appelle Player et aide Carmen à lutter contre VILE.
Entre la refonte de son passé et l'aide que Carmen apporte aux forces de l'ordre, la deuxième série animée marque une certaine rupture avec l'univers originel.

## Le retour deCarmen Sandiego
Carmen Sandiego est considérée comme un personnage important de l'univers ludo-éducatif, notamment parce qu'elle sollicite de la réflexion et fait appel à nos connaissances en culture générale.
Depuis l’affaire du Secret des tam-tams volés en 2004, Carmen entretient le mystère sur sa disparition. Il faudra attendre six mois supplémentaires par rapport à la date de sortie initiale prévue d'automne 2008 (soit février 2009) pour retrouver le personnage sur PC et Nintendo DS dans Mais où se Cache Carmen Sandiego? Mystère au Bout du Monde (en).
En mars 2018, un projet d'adaptation (un reboot) est confirmé par Netflix. Le site Deadline informe alors que c’est la comédienne Gina Rodriguez (connue pour Jane the Virgin) qui prêtera sa voix à la célèbre voleuse.